# Alois Neuman

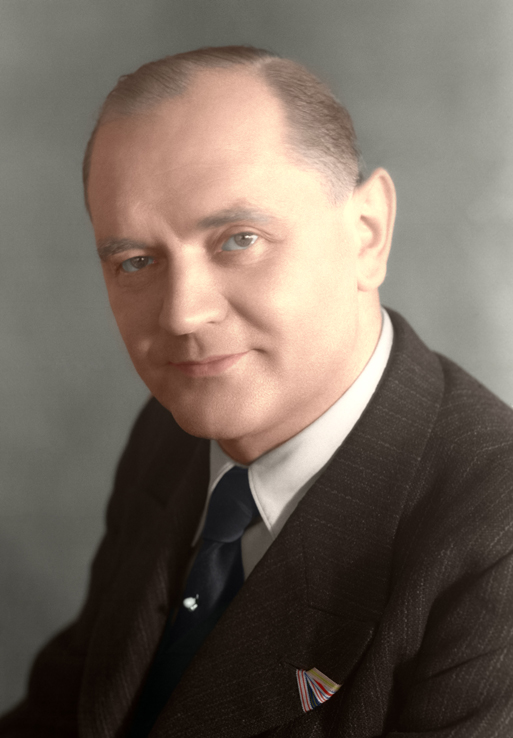
Alois Neuman (1948)

Alois Neuman (* 12. März 1901 in Smidary, Bezirk Neubydžow, Böhmen; † 27. Juli 1977 in Prag) war ein tschechoslowakischer Politiker (ČSS), Widerstandskämpfer gegen den Nationalsozialismus und Häftling im KZ Buchenwald. Er war Bürgermeister von Budweis (1937–39 und 1946–48), Post- bzw. Kommunikationsminister (1948–1960) und Justizminister (1960–68) der Tschechoslowakei.

## Leben
Neuman war Sohn eines Gendarmeriewachtmeisters, er wuchs bei seinen Großeltern in Smidary auf und besuchte dann das Realgymnasium in Nový Bydžov. Nach der Matura arbeitete er zunächst als Hilfslehrer in Psáry, dann als Sachbearbeiter in der Stadtverwaltung von Brandýs nad Labem. Berufsbegleitend studierte er von 1920 bis 1924 Rechtswissenschaften an der Karlsuniversität von Prag und wurde 1925 zum Doktor der Rechte promoviert. Nach seinem Wehrdienst bei der Kavallerie in Klatovy arbeitete er für die Allgemeine Krankenversicherungsanstalt in Prag und stieg zu deren stellvertretendem Direktor auf. Zudem wurde er Dozent für Sozialversicherungsrecht an der Technischen Universität Prag. Er wechselte 1931 als Direktor der Krankenkasse nach Budweis (České Budějovice).
Neumann trat 1918 als Gymnasiast der Tschechoslowakischen (Volks-)Sozialistischen Partei (ČSS bzw. ČSNS) bei, wurde 1922 Vizevorsitzender der sozialistischen Jugend und später Vizepräsident des Zentralkomitees der ČSNS. Von 1935 bis 1939 gehörte er der tschechoslowakischen Nationalversammlung an, zudem war er von 1937 bis 1939 Bürgermeister von Budweis (České Budějovice). Nach dem Münchner Abkommen und der Auflösung der ČSNS trat er Ende 1938 der Fraktion der herrschenden Strana národní jednoty bei.
Nach der „Zerschlagung der Rest-Tschechei“ verhaftete die Gestapo Neuman im September 1939 während der lange vorbereiteten „Aktion Albrecht I.“ und lieferte ihn in das KZ Buchenwald ein. Hier beteiligte er sich am Lagerwiderstand und gehörte zum Internationalen Lagerkomitee (ILK). Als die NS-Herrschaft beseitigt war, gehörte er zu den vier Unterzeichnern einer Grußadresse des tschechoslowakischen Nationalausschusses, die dieser am 15. April an das ILK richtete.
Nach seiner Rückkehr in die Heimat wurde er 1945 Mitglied der verfassunggebenden Nationalversammlung und war von 1946 bis 1948 erneut Bürgermeister von Budweis. Er gehörte wieder der Volkssozialistischen Partei an, die nach dem Februarumsturz 1948 zur Blockpartei degradiert wurde. Neuman gehörte innerhalb seiner Partei zu den Befürwortern einer Zusammenarbeit mit den Kommunisten. Von 1948 bis 1960 war er stellvertretender Vorsitzender der Partei, die nun wieder ČSS hieß, und gehörte dem Aktionsausschuss der Nationalen Front an. Unter Klement Gottwald wurde er Postminister, das Amt behielt er (ab 1952 als Kommunikationsminister) bis 1960. Im Jahre 1957 gab er einen Erinnerungsbericht über den Widerstand der tschechoslowakischen Häftlinge in Buchenwald heraus.
Von Juli 1960 bis April 1968 war Neuman Minister der Justiz in der Regierung der ČSSR und zugleich Parteivorsitzender der ČSS. Anschließend zeichnete die Partei ihn als Ehrenvorsitzenden aus. Bis 1969 gehörte Neuman der Nationalversammlung an, dann bis 1976 der Volkskammer in der Föderalversammlung der ČSSR.

## Veröffentlichungen
- Německý lid na nových cestách. Orbis, Prag 1953.
- N[emecká] D[emokratická] R[epublika], nový stát, nový lid, nový život. Orbis, Prag 1956.
- Jak jsem žil. Melantrich, Prag 1971.